# Ledamöter av Europaparlamentet från Sverige 1999–2004
Det här är en lista över de 22 ledamöter som valdes in för Sverige i valet till Europaparlamentet i juni 1999 för mandatperioden 1999–2004. Övriga av de etablerade partierna backade, däribland Miljöpartiet som miste två av sina fyra mandat.
| Namn                     | Bild | Svenskt parti | Svenskt parti | Partigrupp | Utskott             | Kommentar           |
| ------------------------ | ---- | ------------- | ------------- | ---------- | ------------------- | ------------------- |
| Maj Britt Theorin        |      |               | S             | PES        |                     | Ledamot sedan 1999. |
| Jan Andersson            |      |               | S             | PES        | Ledamot sedan 1999. |                     |
| Ewa Hedkvist Petersen    |      |               | S             | PES        | Ledamot sedan 1999. |                     |
| Anneli Hulthén           |      |               | S             | PES        | Ledamot sedan 1999. |                     |
| Pierre Schori            |      |               | S             | PES        | Ledamot sedan 1999. |                     |
| Göran Färm               |      |               | S             | PES        | Ledamot 1999.       |                     |
| Per-Arne Arvidsson       |      |               | M             | EPP-ED     |                     | Ledamot sedan 1999. |
| Gunilla Carlsson         |      |               | M             | EPP-ED     | Ledamot sedan 1999. |                     |
| Charlotte Cederschiöld   |      |               | M             | EPP-ED     | Ledamot sedan 1999. |                     |
| Staffan Burenstam Linder |      |               | M             | EPP-ED     | Ledamot sedan 1999. |                     |
| Per Stenmarck            |      |               | M             | EPP-ED     | Ledamot sedan 1999. |                     |
| Jonas Sjöstedt           |      |               | V             | EUL–NGL    |                     | Ledamot sedan 1999. |
| Marianne Eriksson        |      |               | V             | EUL–NGL    | Ledamot sedan 1999. |                     |
| Herman Schmid            |      |               | V             | EUL–NGL    | Ledamot sedan 1999. |                     |
| Cecilia Malmström        |      |               | L             | ELDR       |                     | Ledamot sedan 1999. |
| Marit Paulsen            |      |               | L             | ELDR       | Ledamot sedan 1999. |                     |
| Olle Schmidt             |      |               | L             | ELDR       | Ledamot sedan 1999. |                     |
| Karl Erik Olsson         |      |               | C             | ELDR       |                     | Ledamot sedan 1999. |
| Per Gahrton              |      |               | MP            | G/EFA      |                     | Ledamot sedan 1999. |
| Inger Schörling          |      |               | MP            | G/EFA      | Ledamot sedan 1999. |                     |
| Anders Wijkman           |      |               | KD            | EPP-ED     |                     | Ledamot sedan 1999. |
| Lennart Sacrédeus        |      |               | KD            | EPP-ED     | Ledamot sedan 1999. |                     |